# Antropozoonóza
Antropozoonózy (z řečtiny anthropos = člověk, zôon = zvíře, et nosos = nemoc) jsou infekční onemocnění zvířat, je však možný i přenos na člověka. Mohou být virového ( vzteklina, virové hemoragické horečky), bakteriálního ( Leptospiróza, Antrax, Brucelóza ,…), parazitárního ( toxoplazmóza, Tenióza ,...) a prionového (nová varianta Creutzfeldtovy–Jakobovy nemoci) původu. Zdrojem nákazy mohou být savci, členovci, ptáci i ryby. Mnohé z nich mohou být, po propuknutí nemoci u člověka, smrtelné (vzteklina - pouze jeden jediný přeživší). U některých infekčních patogenů existuje riziko zneužití jakožto biologické zbraně ( Antrax, Mor, virové hemoragické horečky). Antropozoonóz je dnes kolem 150, ale tohle číslo není zcela jednoznačné, stále se objevují již známé nemoci, u kterých je nově zjištěn přenos ze zvířat na člověka, stejně tak u některých původců nemocí dochází k novým mutacím, kvůli kterým je nově možný přenos na člověka. Existuje také stále mnoho chorob, u kterých se jednotliví vědci nejsou schopní shodnout, zda jde u antropozoonózu či nikoliv (nová varianta Creutzfeldtovy–Jakobovy nemoci).

## Přenos
Člověk se s infekčním agens může dostat do kontaktu několika možnostmi. K přenosu dochází:
- polknutím
- vdechnutím
- přímým kontaktem
- prostřednictvím neživých médií či živých vektorů

## Vstup nemoci
- sliznice - vdechnutí aerosolu patogenu, kontaminace potravin
- kůže - přímý kontakt, průnik patogenu oděrkami
- krev - krev sající hmyz
- trauma - patogen zanesen při hlubším poranění (pokousání - vzteklina)

## Etiologie
mezi etiologická agens patří viry, bakterie, paraziti, plísně a priony.

## Některé antropozoonózy

### Bakterie
| nemoc             | patogen                                        | zdroj                           |
| ----------------- | ---------------------------------------------- | ------------------------------- |
| Salmonelóza       | Salmonella enteritidis, Salmonella typhimurium | drůbež                          |
| Kampylobakterióza | Campylobacter jejuni                           | drůbež                          |
| Yersinióza        | (Yersinia enterocolitica)                      | dobytek, prasata, práci         |
| Tularémie         | Francisella tularensis                         | zajíci a hlodavci               |
| Leptospiróza      | spirochety rodu Leptospira                     | hlodavci                        |
| Listerióza        | Listeria monocytogenes                         | hlodavci                        |
| Ornitóza          | Chlamydophila psittaci                         | ptáci                           |
| Erysipeloid       | Erysipelothrix rhusiopathiae                   | prasata, ryby                   |
| bartonellóza      | Bartonella henselae                            | kočičí škrábnutí, blecha kočičí |
| Lymeská borelióza | spirocheta Borrelia burgdorferi                | klíště                          |
| Brucelóza         | bakterie rodu Brucella                         | dobytek, prasata, psi           |
| Mor               | Yersinia pestis                                | blechy, hlodavci                |
| Antrax            | Bacillus anthracis                             | dobytek                         |
| Q-horečka         | Coxiella burnetti                              | ovce, kozy, dobytek             |
| Vozhřivka         | Burgholderia mallei                            | lichokopytníci                  |
| Melioidóza        | Burkholderia                                   |                                 |
| Tetanus           | Clostridium tetani                             | koně, infikovaná zvířata        |
| Tuberkulóza       | Mycobacterium tuberculosis, M.bovis, M.suis    | Psi, kočky, prasata, skot,      |
| Paratuberkulóza   | Mycobacterium avium subsp. paratuberculosis    | maso, mléko, voda - skot        |

### Viry
| nemoc                      | patogen                                                                                   | zdroj                              |
| -------------------------- | ----------------------------------------------------------------------------------------- | ---------------------------------- |
| Klíšťová encefalitida      | virus rodu flavivirus                                                                     | klíště                             |
| Virus Nipah                | henipavirus                                                                               | prasata                            |
| Vzteklina                  | virus vztekliny                                                                           | pes, liška                         |
| Virové hemoragické horečky | RNA viry ze čtyř odlišných čeledí: Arenaviridae, Filoviridae, Bunyaviridae a Flaviviridae | kaloň, opice a mnoho jiných zvířat |

### Paraziti
| nemoc        | patogen                        | zdroj          |
| ------------ | ------------------------------ | -------------- |
| Toxoplasmóza | Toxoplasma gondii              | kočky          |
| Toxokaróza   | Toxocara cati, Toxocara canis  | kočky, psi     |
| Tenióza      | Taenia saginata, Taenia solium | dobytek, prase |
| Trichinelóza | Trichinella spiralis           | prase divoké   |

### Priony
- nová varianta Creutzfeldtovy–Jakobovy nemoci (vCJD)[2]

### Plísně
- Dermatofytózy
- Sporotrichóza ( Sporotrhix schenckii)[3]
- Trichofytóza (původce Trychophyton verrucosum, T. mentangrophytes) - výskyt u domácích zvířat - skot.

## Antropozoonózy v Česku
Vymýcené:
- Vzteklina - od roku 2002 nebyl zaznamenán žádný případ
- Brucelóza - zcela potlačena

Nárůst výskytu:
- Salmonelózy
- Kampylobakteriózy
- infekce E. coli